# Władimir Krejter
Władimir Władimirowicz Krejter, ros. Владимир Владимирович Крейтер (ur. 17 marca 1890 w Kaliszu, zm. 23 czerwca 1950 w Dachau) – rosyjski wojskowy (generał major), szef sztabu planowanego II Korpusu Armijnego Sił Zbrojnych Komitetu Wyzwolenia Narodów Rosji, zaś faktycznie szef sztabu kozackiej brygady kawalerii gen. Antona W. Turkula pod koniec II wojny światowej.

## Życiorys
Ukończył w 1907 Suworowski Korpus Kadetów, w 1909 Nikołajewską Szkołę Kawalerii, a następnie Imperatorską Nikołajewską Akademię Wojskową. 
Brał udział w I wojnie światowej jako oficer 1 Sumskiego Pułku Huzarów, oficer sztabowy w sztabie 3 dywizji kawalerii, a od kwietnia 1917 r. szef sztabu tej dywizji w stopniu podpułkownika. Został odznaczony Szablą św. Jerzego. W 1918 r. wstąpił do wojsk białych. W listopadzie tego roku został szefem samodzielnego oddziału w sztabie Armii Ochotniczej. 13 grudnia wszedł w skład komisji wojskowej do spraw rozpatrzenia projektu „nowej armii”. Następnie służył w oddziale zarządu wojskowego generalnego sztabu wojsk białych. Od 22 lipca 1919 r. był szefem sztabu 1 dywizji kawalerii, a od 7 października tego roku dowódcą 2 brygady kawalerii w 2 dywizji kawalerii. W październiku 1920 r. został awansowany do stopnia generała majora. Po ewakuacji, wraz z wojskami białych z Krymu do Gallipoli w listopadzie tego roku, zamieszkał w Serbii w miejscowości Pančevo. Wstąpił do armii jugosłowiańskiej, służąc na pocz. lat 20. w straży granicznej. 
Po zajęciu Jugosławii przez wojska niemieckie podjął współpracę z okupantami. We wrześniu 1941 r. wstąpił do nowo formowanego Rosyjskiego Korpusu Ochronnego. W 1943 r. współuczestniczył w organizowaniu rosyjskich oddziałów w służbie armii niemieckiej. Był zwolennikiem rosyjskiego ruchu wyzwoleńczego gen. Andrieja Własowa. Krótko przed zakończeniem wojny był wyznaczony szefem sztabu planowanego II Korpusu Armijnego Sił Zbrojnych Komitetu Wyzwolenia Narodów Rosji. Faktycznie został szefem sztabu kozackiej brygady kawalerii formowanej przez gen. Antona Turkula na obszarze Austrii. Po wojnie uniknął repatriacji do ZSRR. Zamieszkał w zachodnich Niemczech, gdzie zmarł 23 czerwca 1950 r.